# Palacio de los Escrivà
El palacio de los Escrivà, sito en la plaza San Luis Bertrán número 1 de la ciudad de Valencia (España) es un edificio residencial construido en el siglo XV en estilo gótico valenciano que fue reformado en el siglo XVIII.
El actual aspecto del Palacio delata la reforma que debió sufrir en el siglo XVIII, pues anteriormente, y hasta principios del setecientos, presentaba almenas y ventanales góticos ajimezados que ha descubierto la respetuosa repristinación. 
La portada es de estilo gótico y piedra de sillería, destacando en ella el gran tímpano con el escudo dieciochesco de los Verdes-Montenegro, orlado de lambrequines rococó, y que un gran alfiz moldurado elegantemente enmarca. 
El exterior de la fachada, de piedra en el zócalo y recubierta de enlucido de mortero en el resto, abre ventanales al semisótano y entresuelo, cerradas por rejas, y balcones en la planta principal y piso alto. Contribuye a realzar el noble aspecto de este palacio el saliente voladizo del alero de madera, apoyado sobre vigas. 
Franqueada la portada principal se penetra a un patio cuadrado de gran carácter, a través de un zaguan de planta también cuadrada, cuyo techo lo forma un artesonado de madera. Como es habitual en este tipo de edificaciones dos puertas a ambos lados del zaguan comunican con las estancias en semisótano, destinadas un tiempo a viviendas, que mantienen cierta prestancia por su cubrición a base de grandes vigas de madera vista. Por sencillo arco rebajado se pasa al patio descubierto, del que arranca por el lado este la escalera principal, semidescubierta, al uso tradicional de estas edificaciones. Dicha escalera consta de dos tramos en ángulo recto, unidos por un rellano a través del cual se penetra -por portado de arco conopial- al entresuelo.
El rellano se cubre por sencilla bóveda estrellada y las estancias del entresuelo destacan por sus dos interesantes artesonados decorados con motivos geométricos, tallados o pintados en verde, rojo y blanco. Uno ha sido trasladado últimamente al piso principal. Al fondo del patio otro arco rebajado da paso a una galería cubierta con techumbre de vigas por la que se accede a las antiguas caballerizas. A ambos lados del patio sendas puertas conducen a dos estancias en semisótano, los antiguos "graner" y "celler". Fue casa solariega de los Escrivà, linaje valenciano que arranca de Guillem Benlloch, "l'escriva", secretario de Jaime I.